# Eclogavena
Genre
Eclogavena est un genre de mollusques gastéropodes de la famille des Cypraeidae (les « porcelaines »). L'espèce-type est Eclogavena coxeni.

## Liste d'espèces
Selon World Register of Marine Species (29 septembre 2017) :
- Eclogavena coxeni (Cox, 1873)
- Eclogavena dani (Beals, 2002)
- Eclogavena dayritiana (Cate, 1963)
- Eclogavena luchuana (Kuroda, 1960)
- Eclogavena quadrimaculata (J.E. Gray, 1824)